# Призрачен свят
„Призрачен свят“ (на английски: Ghost World) е трагикомичен филм от 2001 година на режисьора Тери Цвигоф. Филмът се основава на едноименна поредица комикси на Даниъл Клоус, който е съавтор на сценария, заедно с Цвигоф. Главните роли се изпълняват от Тора Бърч, Скарлет Йохансон, Стив Бусеми.
Сценарият на филма е номиниран за Оскар, а изпълненията на Тора Бърч и Стив Бусеми – за Златен глобус.